# 国际红十字与红新月博物馆
46°13′38″N 6°8′13″E / 46.22722°N 6.13694°E

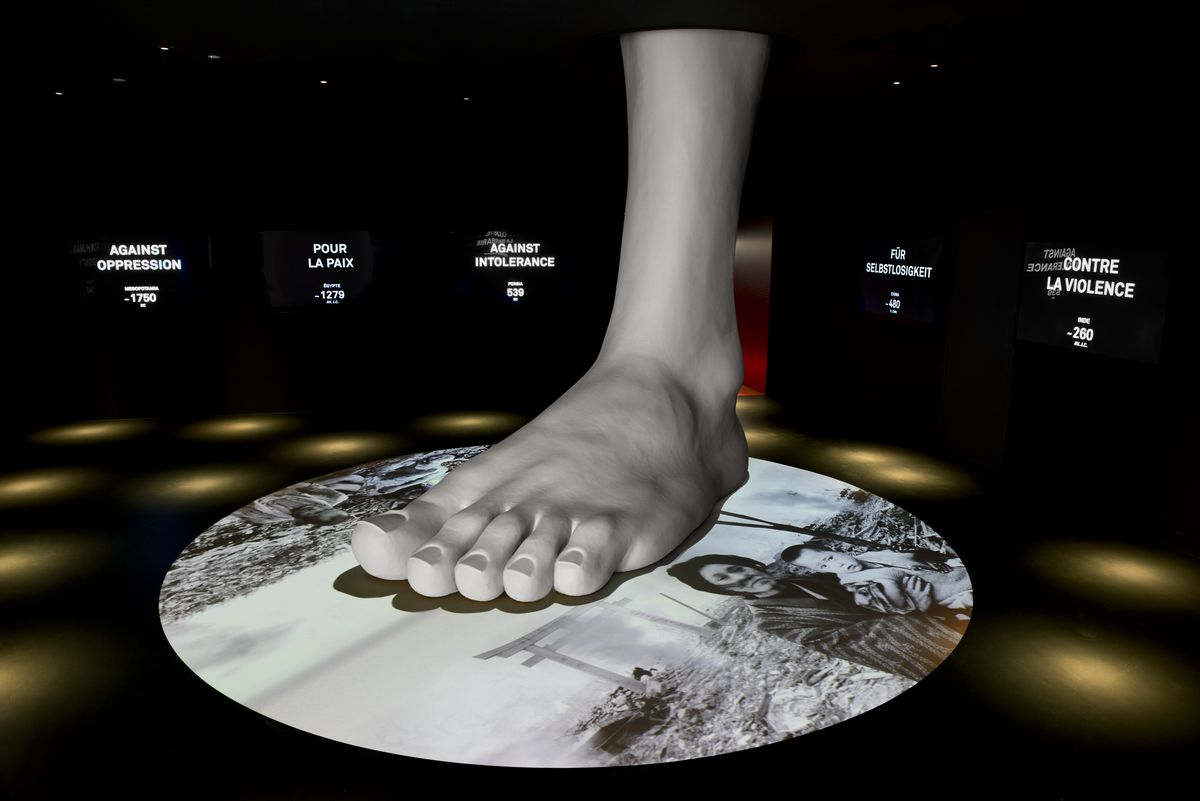
尊严被踩在脚下

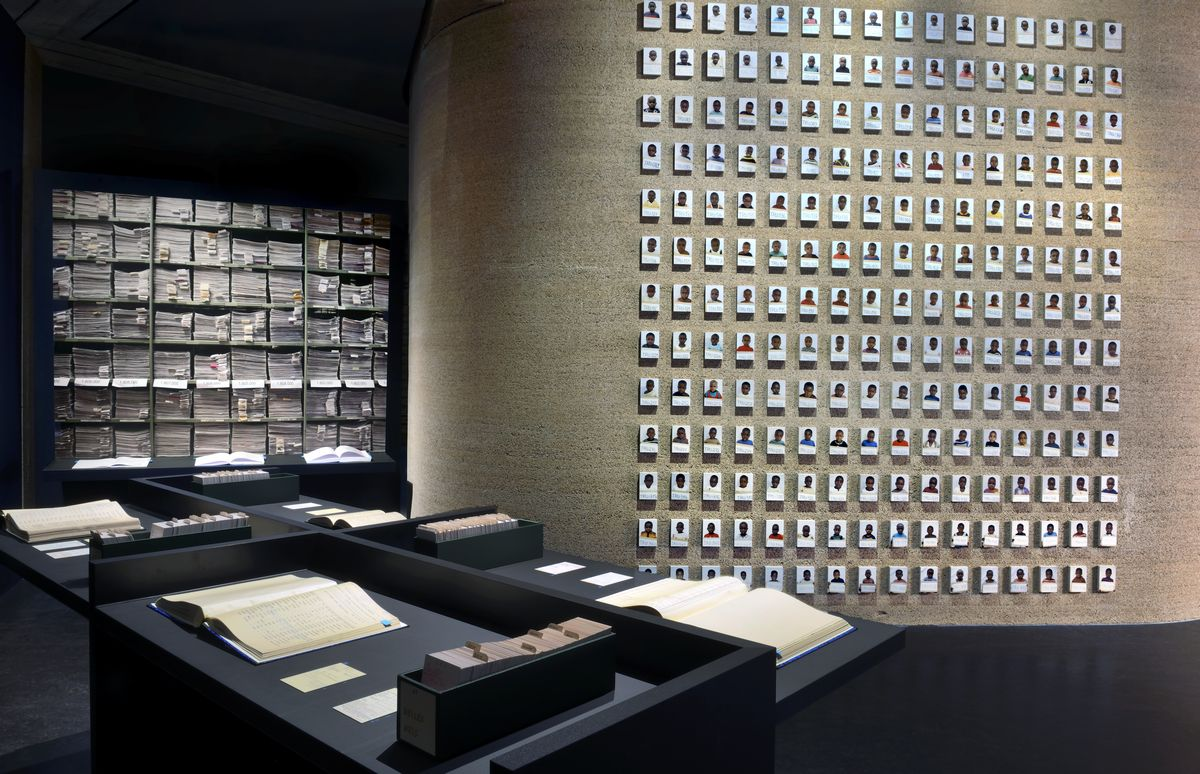
寻人：咨询台

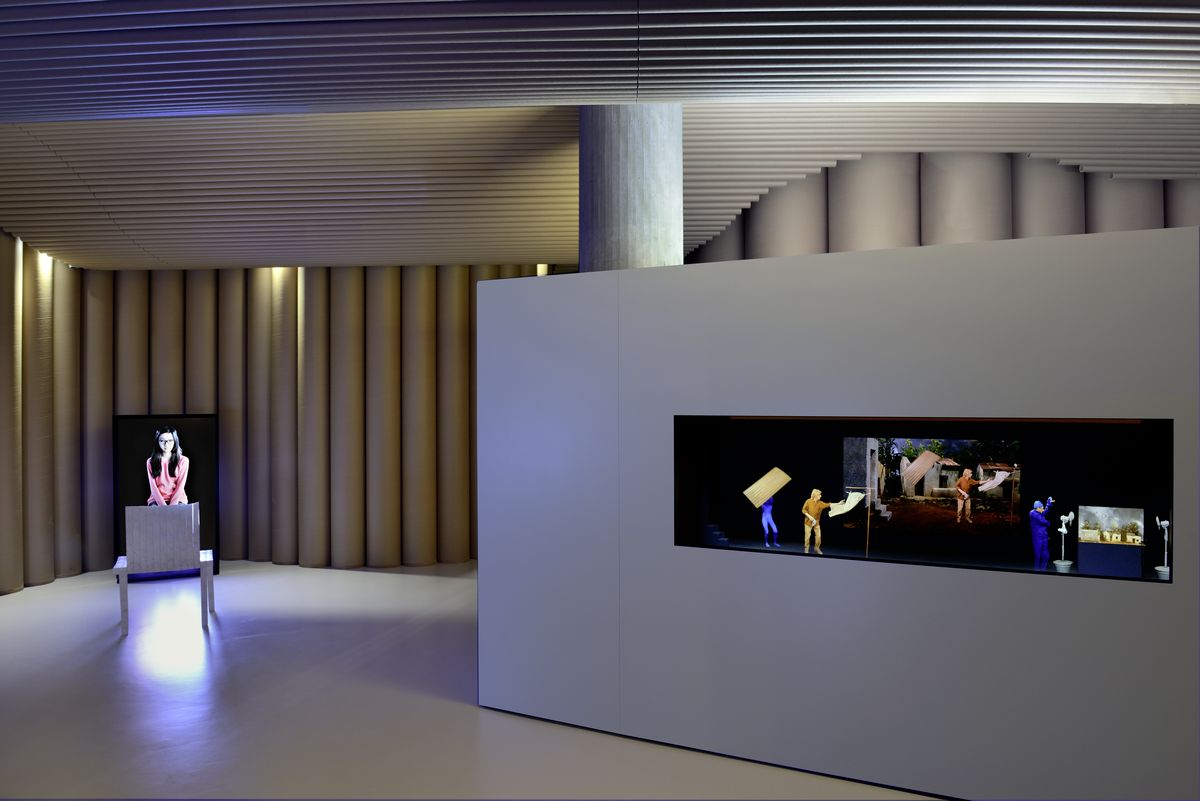
皮埃里克·索兰：飓风，光学剧场，2013年（右）

国际红十字与红新月博物馆是位於瑞士日内瓦的博物館，1988年10月29日建館。

## 簡介
常设展览“人道历程”通过三个展区展示了三个当代问题，每个展区由不同设计师设计：维护人类尊严展区由巴西的格兰戈·卡尔迪亚（Gringo Cardia）设计，重建家庭纽带展区出自布基纳法索的迪埃貝多·弗朗西斯·凱雷之手，而减轻自然风险展区则由来自日本的坂茂设计。
虽然这个展览也展示了历史知识和对历史的反思，但展览设计引入了情感因素。当参观者进入其中一个展区时，他们在获得相关信息之前，先会有一些直观体验。
十二位见证人引领“人道历程”的主线。他们先是通过展台装置欢迎参观者，然后陪同参观者浏览整个展览。见证人提醒着我们人与人之间的关系是所有人道行动的核心。

## 歷史
- 1963年，红十字国际委员会適逢100周年纪念日，便在日内瓦建立红十字博物馆的计划。
- 1975年，洛朗·马蒂（Laurent Marti）提出修建博物馆的想法，并向红十字国际委员会总干事让·皮克泰提交了一份备忘录。
- 1979年，举办建筑设计大赛，最後由皮埃尔·佐利（Pierre Zoelly）、乔治·阿埃费利（Georges Haefeli）和米歇尔·吉拉尔代（Michel Girardet）的作品获选。
- 1981年， 成立国际红十字博物馆基金会。
- 1985年11月20日，博物馆动工。
- 1988年10月29日，落成啟用。並更名为国际红十字与红新月博物馆。
- 1998年，罗歇·马尤馆长发起重修“第11区”，第11区展示红十字的现代时期，是长期展览的一部分。
- 2009年，洛德文化（Lordculture）公司协助举办展厅设计大赛。
- 2010年，瓦工作室（atelier oï）负责协调整体工作进程以及三位获奖设计师（巴西的格兰戈·卡尔迪亚、布基纳法索的迪耶贝多·弗朗西斯·凯雷，以及日本的坂茂）的工作，并負責重修公共区域和新临时展区。
- 2011年6月，闭馆整修。
- 2013年5月18日，重新开馆，展示新的长期展览“人道历程”。

## 争议

### 接受烟草业捐款
2012年，博物馆因与日本烟草国际公司的跨国合作而受到了倡导健康团体的严厉谴责。日烟国际为博物馆翻修提供了资金。倡导健康团体认为这样的合作违反了国际红十字与红新月运动的基本原则和规定。在审视了情况之后，博物馆馆长承认博物馆在接受日本烟草国际公司的资金这件事上因“缺乏警惕性”而犯了错误。博物馆决定将资金返还日本烟草国际公司。